# Sabine Braun
Sabine Braun (ur. 19 czerwca 1965 w Essen) – niemiecka lekkoatletka, wieloboistka. Pięć razy w karierze startowała w igrzyskach olimpijskich (1984, 1988, 1992, 1996, 2000), medalistka olimpijska z 1992 roku.
Dwukrotna mistrzyni świata w siedmioboju (1991, 1997), srebrna medalistka (1993). Brązowa medalistka igrzysk olimpijskich w Barcelonie (1992). Dwukrotna mistrzyni Europy (1990, 1994), srebrna medalistka (2002). Halowa mistrzyni świata w pięcioboju (1997).
Jest lesbijką, związana jest z oszczepniczką Beatą Peters.